# 简森·巴顿
詹森·亚历山大·莱昂斯·巴顿，MBE（英語：Jenson Alexander Lyons Button，1980年1月16日—），英國賽車手，現時效力於世界耐力锦标赛的祖達體育，一屆一级方程式世界车手冠军。
巴頓在八歲時開始駕駛卡丁車，取得了初步的成功，之後晉升至英國福特方程式錦標賽和英國三級方程式錦標賽。他在2000年賽季加入威廉斯車隊於一級方程式出道。他在隔年轉到班尼頓，在2002年加入雷諾，接著又在2003年賽季轉往英美車隊。他在2004年取得季軍，僅落後兩位法拉利車手。英美隨後在2006年賽季更名為本田車隊，巴頓也在出賽113場賽事後，此季在匈牙利贏得他的首場分站冠軍。
2008年12月，本田宣布退出這項運動後，使得巴頓無法參加2009年賽季。直到2009年2月，羅斯·布朗進行管理層收購該隊後才得以參賽，也逐漸感受到他駕駛的梅賽德斯動力賽車極具競爭力。他打平在前七場賽事贏得六場的紀錄，接著在巴西大獎賽奪得車手世界冠軍，且積分在整個賽季皆處於領先；他的成功也讓布朗車隊保住了車隊世界冠軍。
巴頓在2010年轉往麥拉倫，與英國同鄉的前世界冠軍劉易斯·漢米爾頓搭檔。他在2010年取得第五名後，於2011年賽季獲得亞軍。他在2012年於比利時取得他在麥拉倫的首個桿位。2014年，巴頓已效力麥拉倫五個賽季，且這也是他在一級方程式賽車的第十五個賽季，接著又在2015至2016年繼續為該隊出戰兩個賽季，隨後便結束他在麥拉倫的正式車手身分，轉為該隊的儲備車手兼車隊大使。巴頓在2017年摩納哥大獎賽頂替費爾南多·阿隆索出賽，使得他在一級方程式賽車總起步數紀錄上，追平了位居第二的麥可·舒馬克。巴頓在306場賽事中起步，贏得15座分站冠軍，及50次頒獎台完賽。

## 一級方程式

### 布朗車隊時代（2009年）
據2009年3月5日的報導，前本田車隊在被前車隊主席羅斯·布朗買斷後，將以布朗車隊的身分出席2009年賽季。巴頓與魯本斯·巴里切羅將是該隊2009年的車手，而報導指出巴頓以50%的減薪達成這份協議。
布朗車隊於賽季前半段靠著具爭議的擴散器設計得利，這項設計使該隊比其他未具設計的車隊來的有優勢。當大多的車隊引進他們重新配置的擴散器後，巴頓便失去了主宰地位，他在前七場比賽中贏得了六場，但是在之後的十場平均成績僅有第六。
布朗車隊自第一場大獎賽便令人印象深刻：巴頓在澳大利亞奪得桿位，這是他效力於該隊的首個及生涯第四個桿位，而隊友巴里切羅排位第二。巴頓自起跑一路領先至終點，在他的隊友之前贏得比賽，這是繼1953年後首度有車隊初登場便以一二名完賽，巴頓形容這是「一場童話般的結局」。他在一周後再度獲得桿位，贏得了因雨提前結束的馬來西亞大獎賽；這場比賽由於雨勢而出示紅旗，並僅授予一半的積分。到了中國大獎賽，巴頓在紅牛的賽巴斯蒂安·維泰爾和馬克·韋伯之後取得第三名，但在一周後的巴林再度要回冠軍，儘管排位只在第三。

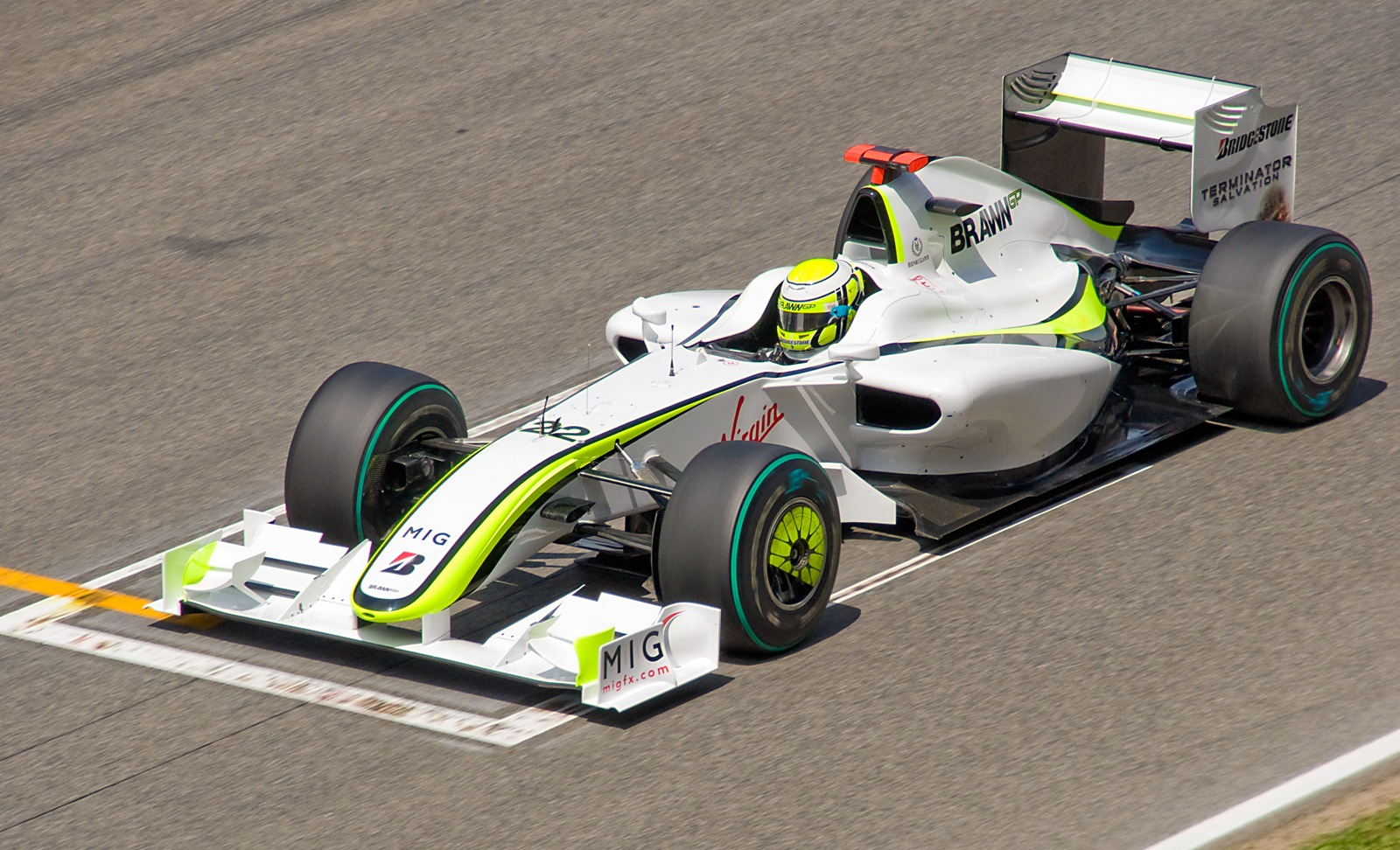
巴頓於2009年西班牙大獎賽領先

位於巴塞隆納加泰隆尼亞賽道的賽季第五場分站重返歐洲，讓大部分的車隊得以更新他們的車輛，包括改進巴頓自開季到目前皆未修改的賽車布朗BGP 001。巴頓在排位賽最後一圈奪得桿位，並形容這次的更新為「前進很好的一步」。巴頓與巴里切羅兩者最初皆打算在這場比賽執行三次進站；然而，在他於第一彎落後巴里切羅後，巴頓轉換至兩停策略，這也表示他最終輕鬆的領先奪勝。巴里切羅賽後立即對車隊可能犧牲他來幫助巴頓而感到不悅，他表示「如果我嗅到一絲他們偏袒巴頓的氣味，我將隔日放下我的頭盔。」

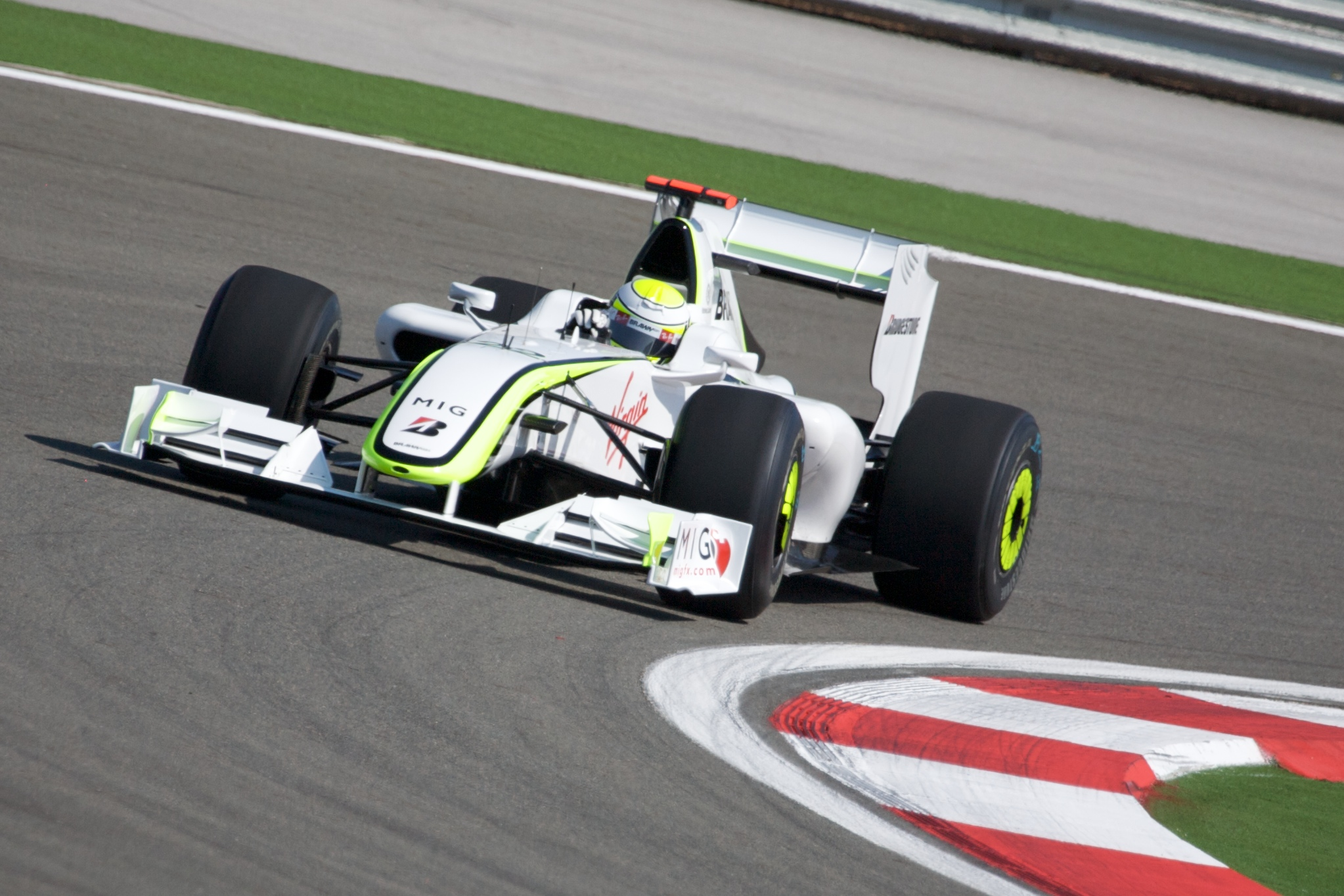
巴頓在2009年土耳其大獎賽駕駛著布朗，這是他本季的最後一勝。

到了摩納哥大獎賽，巴頓在排位賽最後一圈拿下本季的第四次桿位，賽後提到「這是我這周末最佳的一圈，且無疑是我做出的最佳圈之一。」巴頓在比賽初段保胎做得比他的隊友來的好，並守住了他的領先地位上演帽子戲法。記者大衛·特里梅因（David Tremayne）形容這是一場「如我們在艾爾頓·冼拿或麥可·舒馬克所見一般的絕佳表現」。巴頓在土耳其排位在維泰爾之後的第二位，但是德國人在首圈的失誤讓他獲得領先，贏得他的四連勝。這意味著他贏得賽季頭七場比賽中的六場；這個成就僅有阿爾貝托·阿斯卡里、胡安·曼努埃爾·范吉奧、吉姆·克拉克和麥可·舒馬克曾達成，而他們之後也贏得了世界冠軍頭銜。
2009年11月3日，巴頓被宣布入圍2009年BBC年度體壇風雲人物獎。在2009年12月13日的頒獎典禮上，巴頓榮獲亞軍。巴頓於12月6日在巴斯大學贏得BBC年度西方國家體壇風雲人物。他也贏得勞倫斯世界年度最佳突破獎。
巴頓在2010年新年授勛榮譽冊被授予大英帝國勳章（MBE）。巴頓的家鄉弗羅姆有條以他命名的街道詹森大街（Jenson Avenue），且授予他該鎮的自由榮譽獎（Freedom of the City）。該鎮還打算將越過弗羅姆河的新橋命名為「詹森·巴頓橋」（The Jenson Button Bridge）。
六月的英國大獎賽標誌著巴頓在賽場上優勢的結束，且是他一連串差勁成績的開端。他僅拿下第六名，之後在德國取得第五，而兩輛紅牛主宰了這兩場賽事。布朗車隊有望在匈牙利大獎賽拿下好成績，因為賽車經過了顯著地更新，且這裡通常處於最佳地高溫狀態。然而，巴頓在胎溫中掙扎，並獲得賽季最差的第七名成績；他在比賽期間曾受挫地透問無線電問車隊「這輛車在這個時刻怎會如此糟糕？」

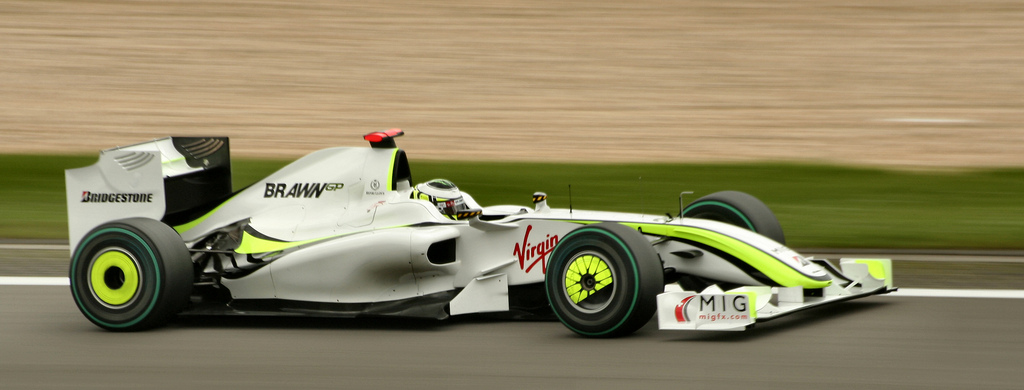
巴頓於2009年德國大獎賽

他糟糕地表現延續到了瓦倫西亞；他的排位落後隊友，然後在比賽大半部分耽擱在韋伯之後，最終僅以第七名完賽。巴里切羅向前推進贏得比賽，並將與巴頓的積分差距縮小至18分。馬丁·布倫德爾（Martin Brundle）認為巴頓在領先積分榜的壓力中奮鬥，寫道：「他在車中變得更加小心謹慎，而他在駕駛艙的自然本能受到限制。」在下一站位於斯帕-弗朗科爾尚的比賽，巴頓在首圈與羅曼·格羅斯讓發生碰撞後，於本季首度退賽。這意味著巴頓在此五場比賽中僅獲得11分積分，且在賽季剩餘五場比賽的情況下，他與巴里切羅的積分差下滑至16分，並與維泰爾和韋伯分別有著19與20.5的分差。
巴頓在蒙扎恢復狀態：他從第六位起跑，最終僅次於他的隊友獲得亞軍。下一場於新加坡的賽事，巴頓排位取得差勁的十二名，不過在正賽有著較佳的表現，最終以第五名完賽；巴里切羅僅守住第六名。賽季剩下三場比賽與30分積分，巴頓目前領先隊友15分、維泰爾25分，而韋伯已無法爭奪冠軍頭銜。一周後的日本大獎賽，布朗車隊賽車再度陷入掙扎，巴里切羅與巴頓分別以第七與第八名完賽。
到了巴西大獎賽，巴頓因為在雨天的輪胎選擇不當，在排位賽中的表現受到牽制，僅拿下第十四位。他的奪冠機會在維泰爾排位第十六後大大提升，但是身為最大競爭對手的隊友巴里切羅獲得桿位。巴頓於正賽靠著第一圈的事故的幫助下，到第七圈時推進至第七名。他在中途最高曾達到第二名，但最終則以第五名完賽，讓他獲得足夠的積分，得以在剩一場的情況下保住2009年世界冠軍。到了賽季的閉幕站阿布扎比大獎賽，巴頓再度排位在巴里切羅之後，但他順利以第三名站上頒獎台。
巴頓以169次起步達成了在成為世界冠軍前的第二多起步次數。僅奈杰尔·曼塞尔（有著176次起步，於1992年匈牙利大獎賽）在贏得世界冠軍前的參賽次數比巴頓來的多。巴頓寫了一本關於他在2009年賽季名為《My Championship Year》的書，這本書由Weidenfeld & Nicolson在2009年11月19日出版。
2009年11月3日，巴頓被宣布入圍2009年BBC年度體壇風雲人物獎。在2009年12月13日的頒獎典禮上，巴頓榮獲亞軍。巴頓於12月6日在巴斯大學贏得BBC年度西方國家體壇風雲人物。他也贏得勞倫斯世界年度最佳突破獎。
巴頓在2010年新年授勛榮譽冊被授予大英帝國勳章（MBE）。巴頓的家鄉弗羅姆有條以他命名的街道詹森大街（Jenson Avenue），且授予他該鎮的自由榮譽獎（Freedom of the City）。該鎮還打算將越過弗羅姆河的新橋命名為「詹森·巴頓橋」（The Jenson Button Bridge）。

### 麥拉倫車隊時代（2010年–2016年）

#### 2010年

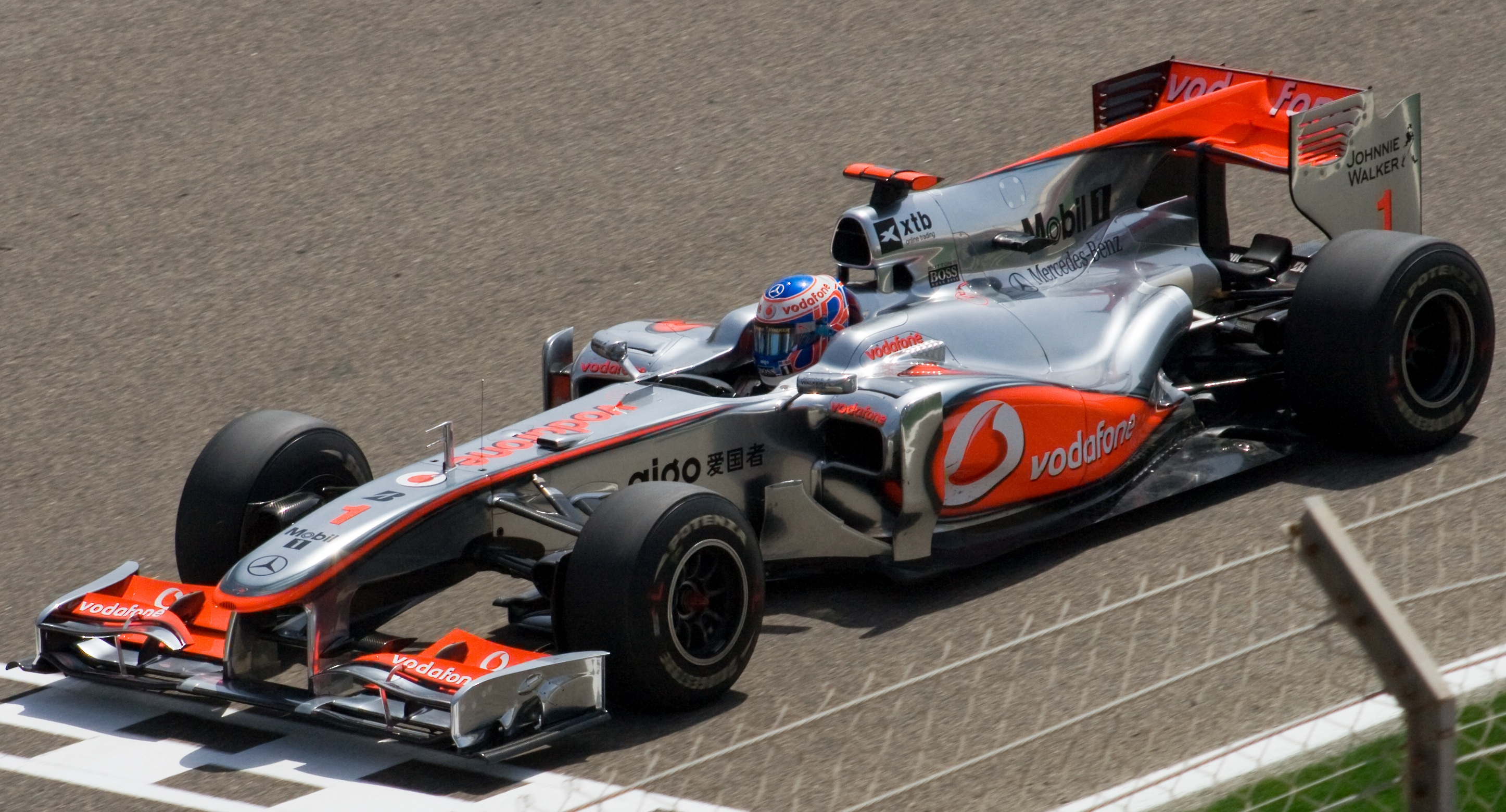
巴頓效力於麥拉倫的首場比賽是2010年巴林大獎賽

在梅賽德斯買斷布朗車隊後，巴頓於2009年11月18日宣布他2010年賽季將離開該隊轉往麥拉倫。他簽下了一份六百萬英鎊每季的三年合約，將與前世界冠軍劉易斯·漢米爾頓搭檔。巴頓表示布朗車隊曾開出更高的價錢，但他想透過轉隊，從與漢米爾頓針鋒相對地競爭中獲得激勵與挑戰。包括前一級方程式車手約翰·沃森、傑奇·史都華和埃迪·埃爾文等人認為轉隊是個錯誤，且巴頓會深陷在與漢米爾頓的競爭當中。

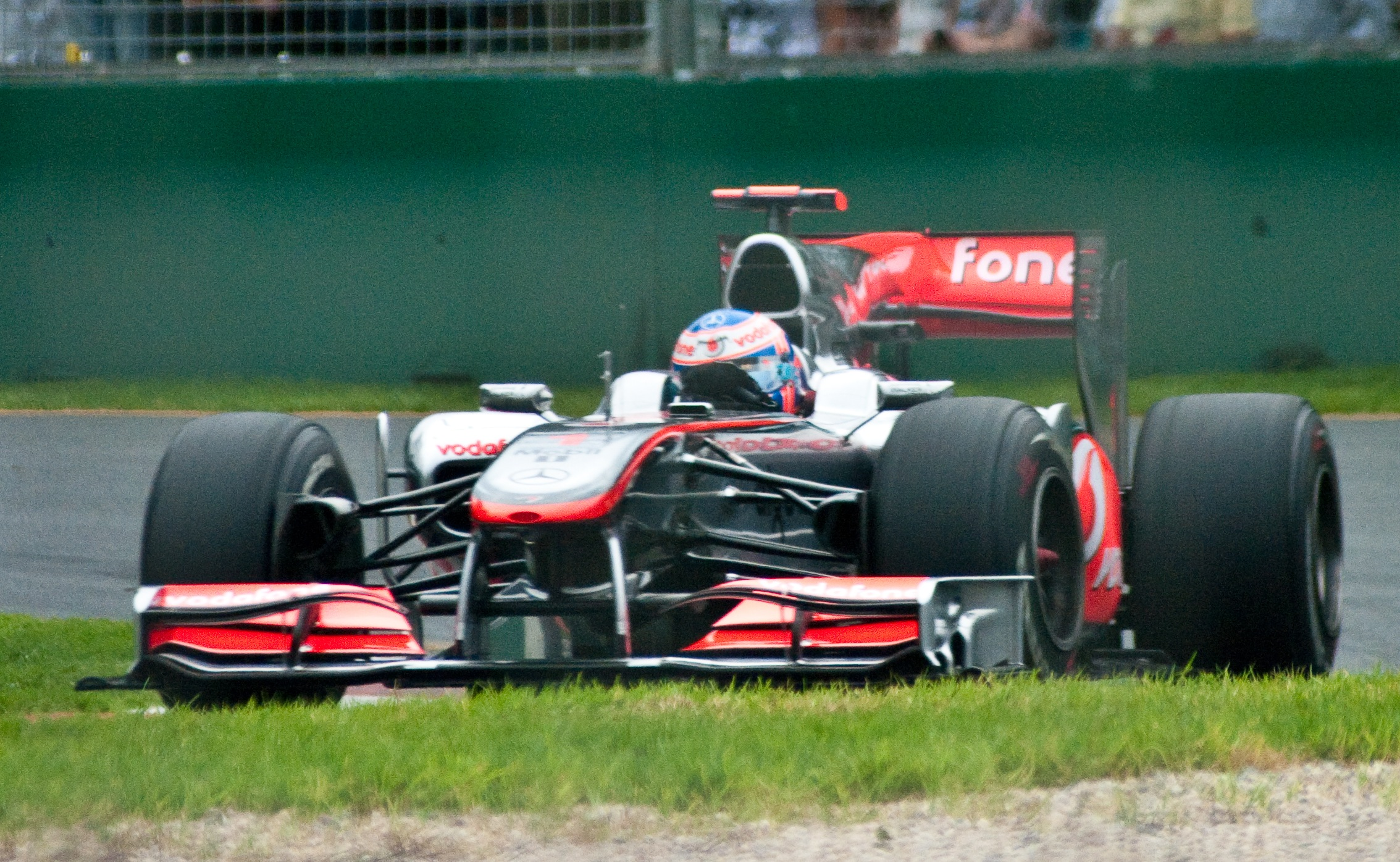
巴頓在2010年澳大利亞大獎賽贏得效力於麥拉倫的首場勝利

在巴林開幕站以第七名完賽後，巴頓從第四位起跑贏得了第二場分站澳大利亞大獎賽。巴頓是第一位在濕滑但轉乾的賽道上換上光頭胎的車手，這讓他在其他車手進站後上升至第二名。他在維泰爾因為剎車故障後繼承了領先地位，並不再換胎一路領先到最後。他的勝利使他成為一級方程式歷史上，第十三位曾在至少三支不同車隊贏得大獎賽的車手。在馬來西亞從第十七位起跑取得第八名後，巴頓在中國從第五位起跑，贏得他本季的第二場分站冠軍，他在其他大部分車手進站換上半雨胎的時候仍繼續使用光頭胎，因而上升至第二位。然而並沒有降雨，這些車手必須再度進站換上乾胎。賽後，他在車手積分榜上處於首位，而麥拉倫也在車隊積分榜上領先。
他在西班牙被麥可·舒馬克超越，最終取得第五名。之後在摩納哥的第三圈因為引擎過熱而退賽。因此，巴頓失去了積分榜上的領先地位，跌落至兩位紅牛車手與阿隆索之後的第四名。巴頓於土耳其在兩位領先的紅牛隊友馬克·韋伯和賽巴斯蒂安·維泰爾互相碰撞後，取得第二名。而他與隊友漢米爾頓在幾個並輪競速的彎角後有個短暫的觸碰，最終漢米爾頓贏得勝利。漢米爾頓曾被麥拉倫車隊告知將速度慢下來，若是他照做的話，巴頓將不會超越他。巴頓還是超越了漢米爾頓，然而漢米爾頓又迅速的將領先要回來。這讓巴頓在積分榜上升至第二名，僅次於韋伯。他在加拿大賽後的積分榜依然保持在第二名，落後隊友漢米爾頓三分。巴頓在瓦倫西亞的歐洲大獎賽以第三名完賽站上頒獎台，積分仍維持在第二位。巴頓的賽車在英國大獎賽排位賽出現平衡問題，最終以第十四位起跑，第四名完賽未能站上頒獎台。

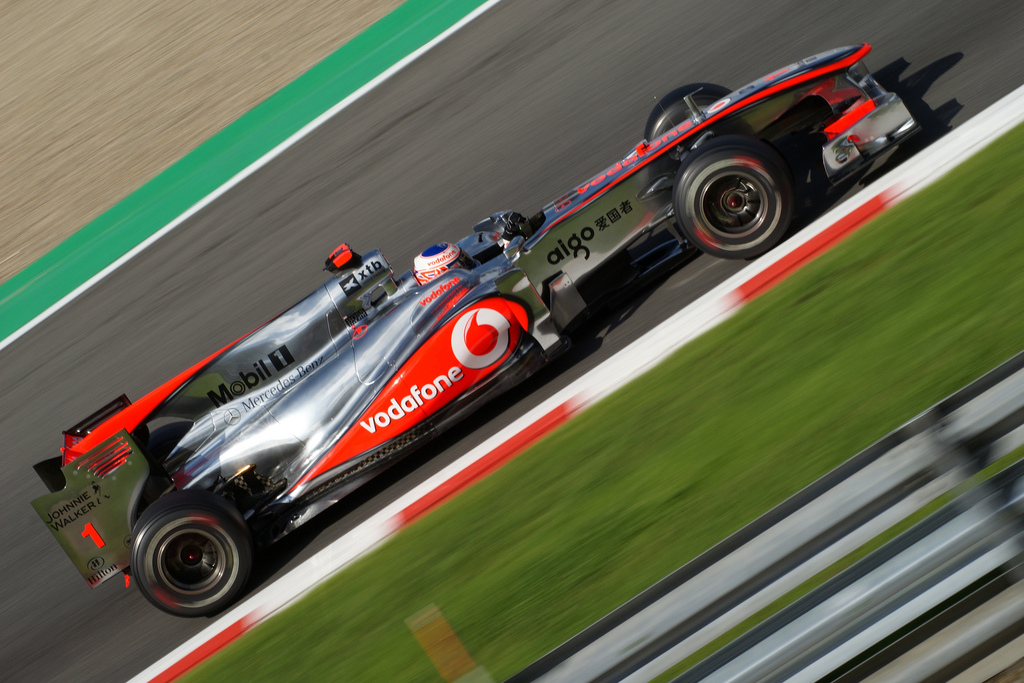
巴頓於跑在第二位，之後與賽巴斯蒂安·維泰爾發生碰撞而被迫退賽。

在三場進一步的積分進帳後，巴頓於比利時大獎賽退賽，他與維泰爾碰撞而刺穿了他的賽車的散熱器。於蒙札取得第二，之後在新加坡和日本皆拿下第四名。在巴西大獎賽周末，巴頓與他的隨行人員在因特拉戈斯排位賽後返回的途中，被幾位槍手恐嚇，不過在這起事件中沒有人受到傷害。巴頓於本站取得第五名，從數學上來看，他以無法再爭取衛冕冠軍。到了賽季於阿布扎比的閉幕站，巴頓排位取得第四。他在起跑時超越阿隆索來到第三位。之後漢米爾頓與維泰爾在23、24圈先後進站，讓巴頓暫居領先。巴頓的備選胎撐到39圈後進站，回到場上時位居第三並以此完賽，最終他在積分榜上名列第五。

#### 2011年
巴頓與麥拉倫於2011年起步較緩慢，維泰爾主宰了前幾場比賽。巴頓於馬來西亞取得第二、西班牙與摩納哥皆取得第三，摩納哥的最後幾圈出現紅旗，讓維泰爾與阿隆索得以進站換胎，巴頓也錯失了爭奪冠軍的機會。兩周後的加拿大大獎賽，巴頓拿下了他稱作「（他）職業生涯最好的勝利」，他在最後一圈超越了處壓力之下而出現失誤的維泰爾。巴頓本站做了五次進站，又他的隊友與他發生碰撞，加上他因為在安全車部署下超速，而受罰以限速穿越維修道跌落至最後一名，以及與阿隆索的碰撞造成爆胎，在做出27次超車後贏得了歷史上最長的一級方程式賽事。

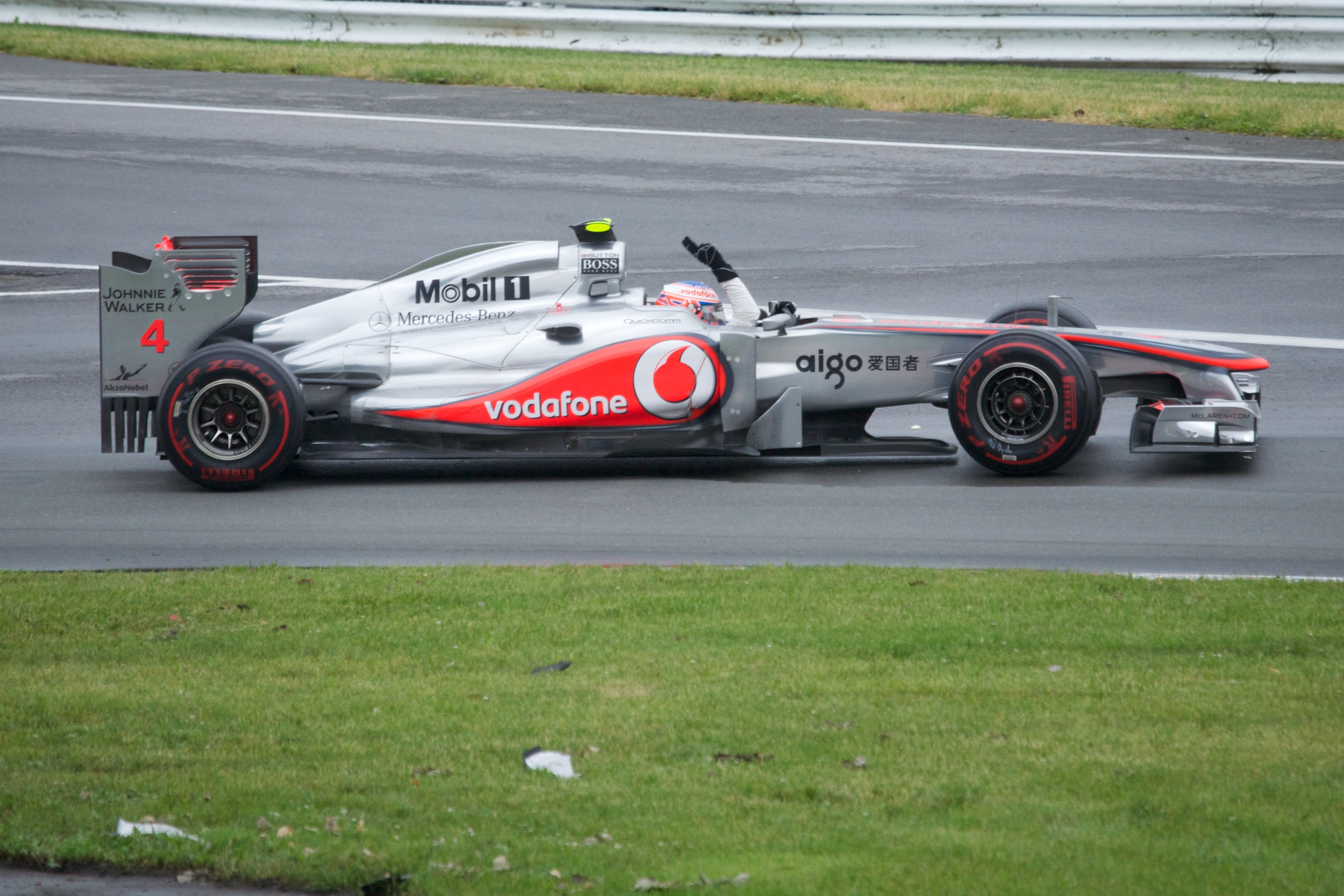
巴頓慶祝2011年加拿大大獎賽的勝利

巴頓在英國大獎賽遭遇本季的首次退賽，起因於他最後一次進站的失誤。輪胎槍未能鎖上車輪螺母，而巴頓在輪胎未固定的情形下經維修人員釋放。在德國大獎賽，他因為液壓問題出現繼2008年後的首次連續退賽。巴頓在匈牙利大獎賽贏得他一級方程式生涯自2006年的首場勝利後的第200場分站冠軍。巴頓於比利時大獎賽的排位因與他的團隊溝通不良排在第13位，在正賽的最後兩圈超越阿隆索取得第三名。他在蒙札和新加坡皆取得第二名。巴頓在新加坡的最後幾圈以單圈一秒以上的速度追趕領先的維泰爾，但是在最後時刻遇上慢車使他錯失機會。他在新加坡後的車手積分榜晉升至第二位，且他也是唯一一位能夠終止維泰爾奪得二連冠的車手。

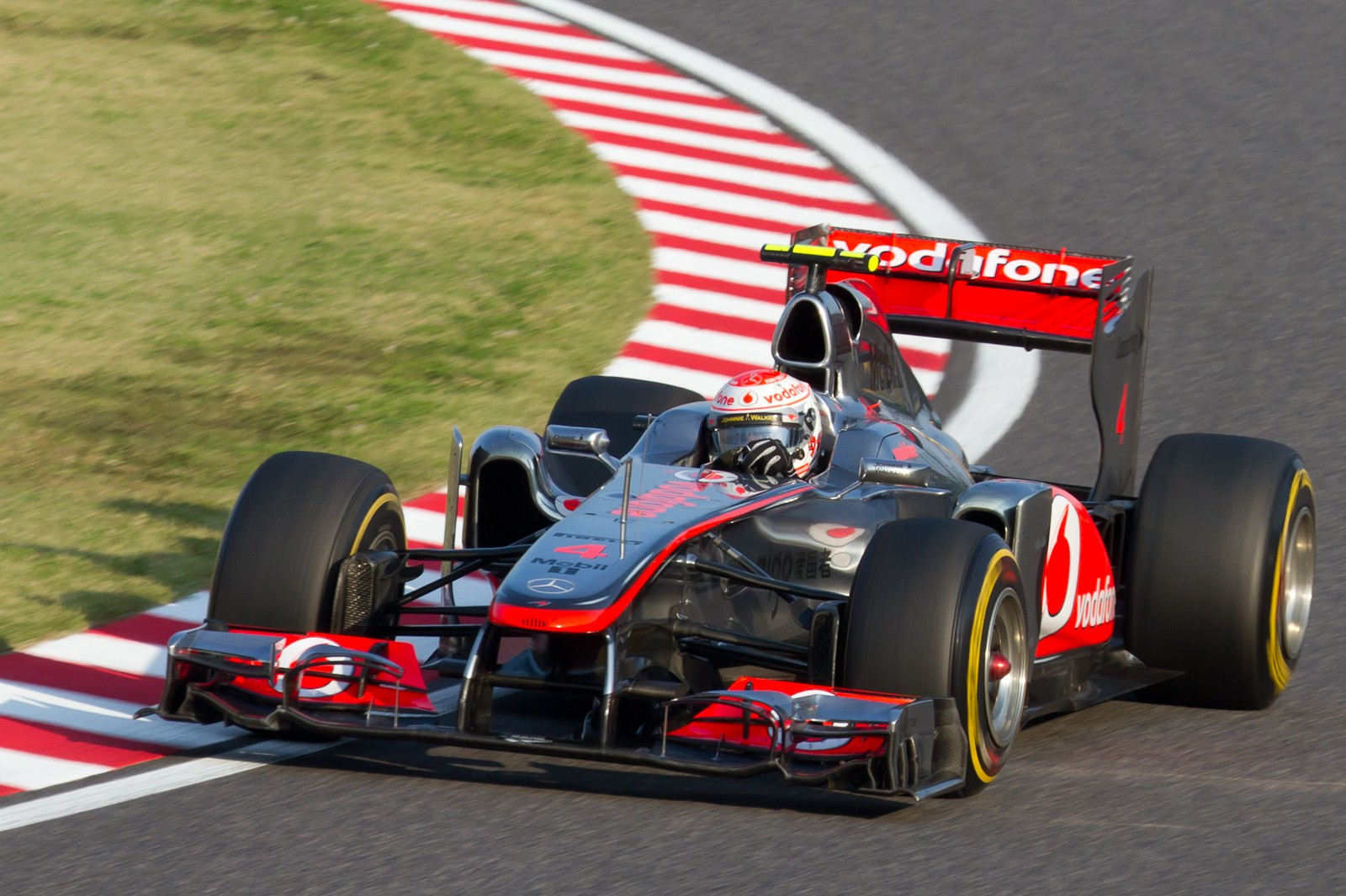
巴頓在贏得他2011年的第三座分站冠軍

在日本大獎賽之前，巴頓與麥拉倫簽下一份多年的續約合同。這份合約使巴頓賺得85萬英鎊。他在阿隆索及之後成為世界冠軍的維泰爾之前贏得這場比賽。麥拉倫車隊主席馬丁·惠特馬什在印度大獎賽表示巴頓的新合約長達三年。巴頓於排位賽中取得第四位，並在正賽首圈的一號彎超越阿隆索，及大直道尾端超越韋伯上升至第二位，最終於維泰爾身後以第二名完賽。巴頓在阿布扎比排位第三，在隊友漢米爾頓贏得這場比賽，及桿位得主維泰爾在首圈遭遇爆胎與懸掛損壞而退賽後，以第三名完賽。巴頓的動能回收系統在比賽的大半部分反覆出現問題，但依然與第四位的韋伯保持著足夠的距離，而在前方第二名的阿隆索也有著幾乎相等的差距。上述結果證明了巴頓是首位在單一賽季積分超越漢米爾頓的隊友。到了賽季的收官站——巴西大獎賽，巴頓與漢米爾頓位於同排以第三位起跑，而他在第62圈超越阿隆索再以第三名完賽，前方的兩位皆是紅牛車手。這個結果讓巴頓在本季獲得亞軍，落後冠軍維泰爾122分。巴頓在2011年贏得三場大獎賽，三次最快單圈及十二次頒獎台完賽。

#### 2012年

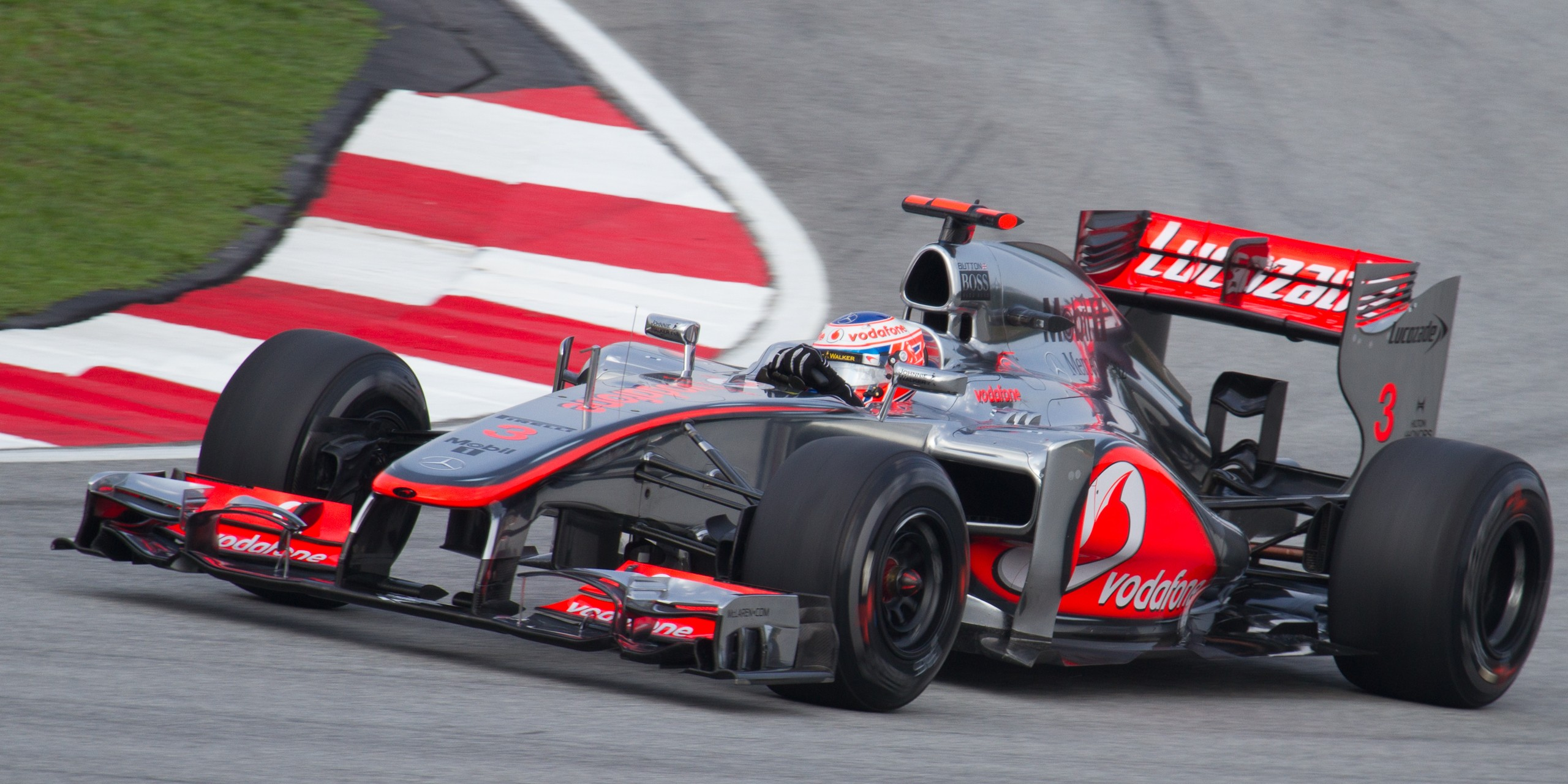
巴頓於2012年馬來西亞大獎賽

巴頓在2012年賽季續留麥拉倫，再度與漢米爾頓搭檔。巴頓於澳大利亞排位僅次於漢米爾頓，之後他贏得了此賽季的第一場分站冠軍。巴頓在下一站馬來西亞的排位再度僅次漢米爾頓，然而他在與伊斯巴尼亞的納拉因·卡蒂凱揚發生碰撞且缺乏抓地力後，以第14名完賽。這是巴頓繼2010年韓國大獎賽後首度無積分完賽，也終止了自2011年匈牙利大獎賽後的連續積分紀錄。巴頓在兩周後的中國獲得亞軍。

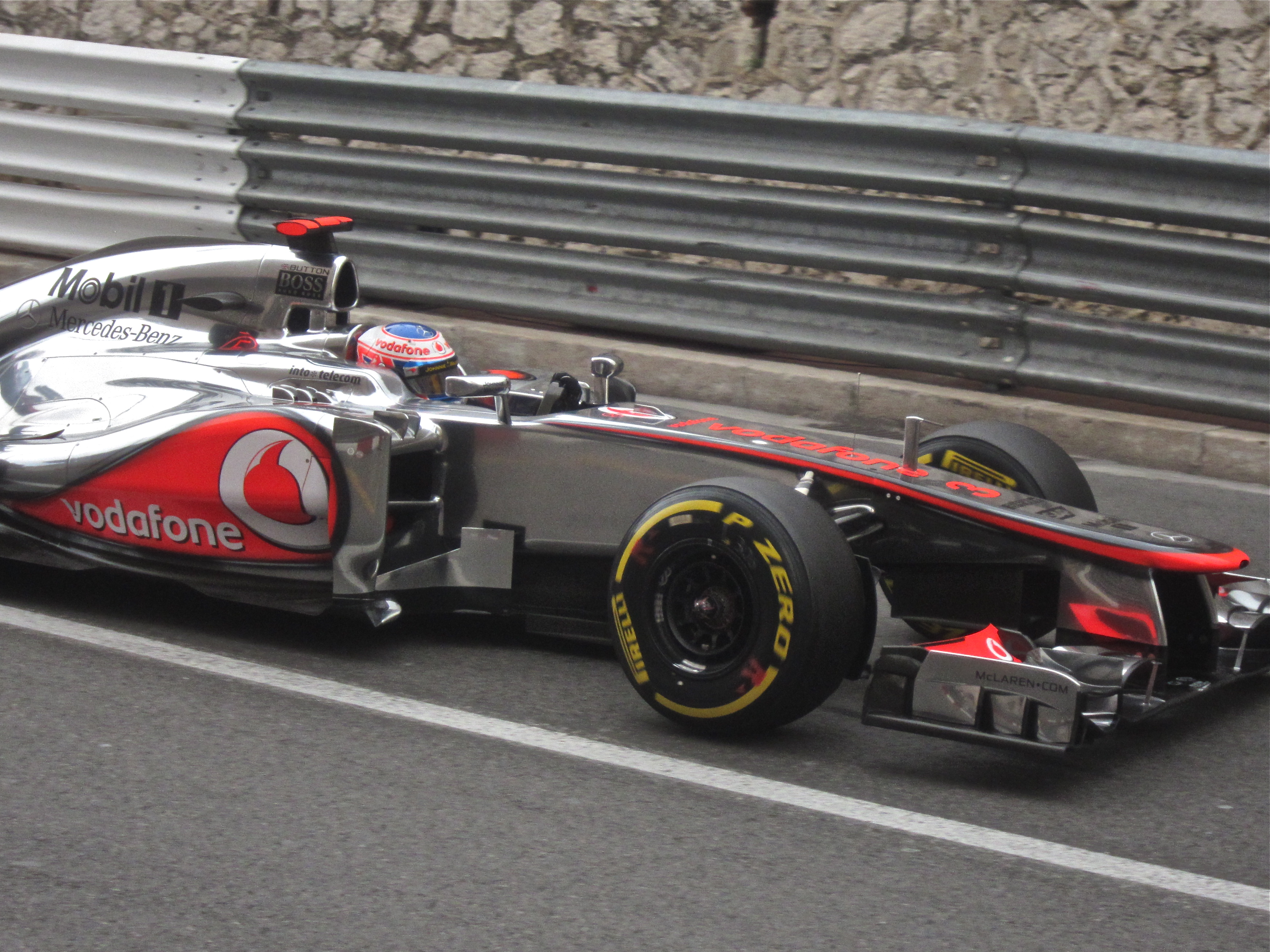
巴頓於2012年摩納哥大獎賽

巴頓於巴林大獎賽排位第4位，落後隊友漢米爾頓2位。他在比賽階段對抓地力水平感到失望，並在第55圈時因為排氣故障而退賽。到了西班牙大獎賽，巴頓排位取得第11位，這是他本季第一次超出前10位。在之後的四場比賽皆未能超過第8名，巴頓於德國取得季軍，不過在賽巴斯蒂安·維泰爾受罰後晉升至亞軍。他在比利時取得他三年來的第一次桿位。之後巴頓贏得了這場比賽，成為當季首位於單場大獎賽領跑每一圈的車手。巴頓在義大利大獎賽排位僅次於他的隊友取得第2位，且在正賽中一直維持在第2位，直到他因為燃油壓力的問題，在比賽進行至三分之二時不得不停下來而退賽。

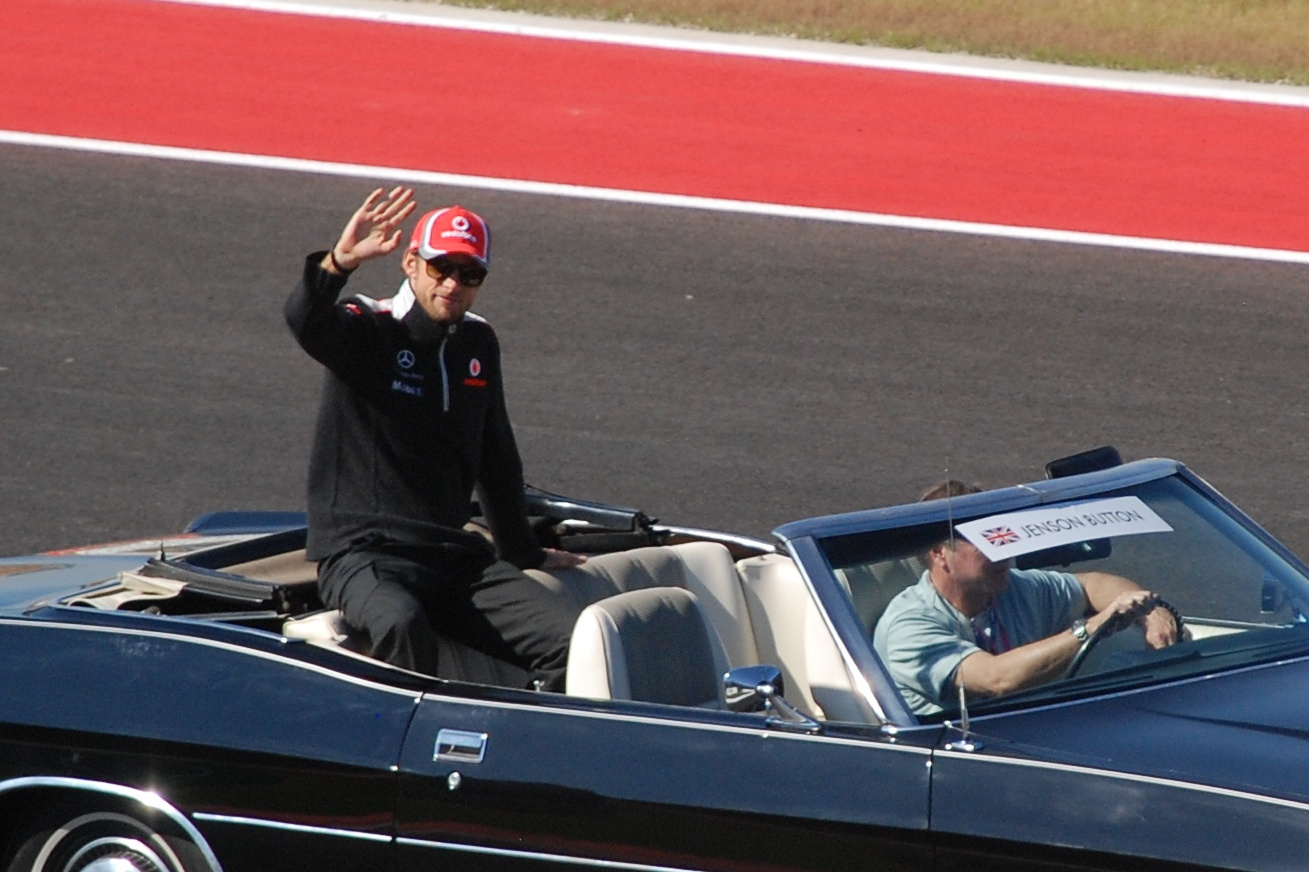
巴頓於2012年美國大獎賽

到了新加坡大獎賽，巴頓排位至第4位並以第2名完賽，隊友漢米爾頓則因為變速箱故障而退賽。巴頓在日本排位賽取得第3位，位於前排的兩輛紅牛之後，但因為更換變速箱而受罰退5位，跌落至第8位起跑。巴頓巧妙地閃過了各種在一號彎的事故，並來到第3位。利佩·馬薩在維修站中超越他，他最終未能超越小林可夢偉而以第4名完賽。巴頓在韓國大獎賽的排位跌落至第11位，但在正賽首圈小林撞上了他與尼可·羅斯堡，使得他被迫退賽。在印度大獎賽期間，巴頓從第4位起跑且在首圈被費爾南多·阿隆索超越，之後以第5名落後隊友漢米爾頓1位的成績完賽。他在阿布扎比大獎賽排位取得第6位，在最後一圈被賽巴斯蒂安·維泰爾超越，以第4名完賽。他在賽季的收官站巴西大獎賽多變的條件下，與尼古拉斯·賀根堡和隊友漢米爾頓爭奪領導地位後，取得本季的第3座分站冠軍。巴頓在比賽進行至一半時落後兩者，不過之後他們發生碰撞，漢米爾頓退賽而賀根堡被迫進站，巴頓順利拿下他的生涯第15座分站冠軍。最終在車手積分榜上名列第5名，與隊友僅有些微差距。

#### 2013年
巴頓於2013年5月宣布他打算留在麥拉倫直到他退休為止。巴頓於澳大利亞大獎賽排位第10位並以第9名完賽，儘管車隊承認他們並未真正了解麥拉倫MP4-28在比賽情形下的運轉方式。在馬來西亞，巴頓從第7位起跑，不過在比賽結束前幾圈退賽。巴頓在漢米爾頓離開轉往梅賽德斯後，與墨西哥車手塞吉歐·培瑞茲搭檔，培瑞茲2012年在薩伯的表現令麥拉倫執行長馬丁·惠特馬什印象深刻。整個賽季，尤其是摩納哥與巴林大獎賽，一直有這兩位車手間的精采競爭，導致巴頓在他的車隊無線電中做出以下評論，要求車隊「讓他（培瑞茲）冷靜下來！」巴頓賽後對培瑞茲和他的駕駛風格頗有言詞。
多年來，我曾與許多的隊友一同出賽，也有如劉易斯（漢米爾頓）般好鬥的隊友，但我不曾有過駕駛在大直道時，我的隊友出現在我旁邊且在300公里/小時下對我扭動著他的輪胎。我在一級方程式曾有過一些艱難的挑戰，但不有過如此惡劣的。

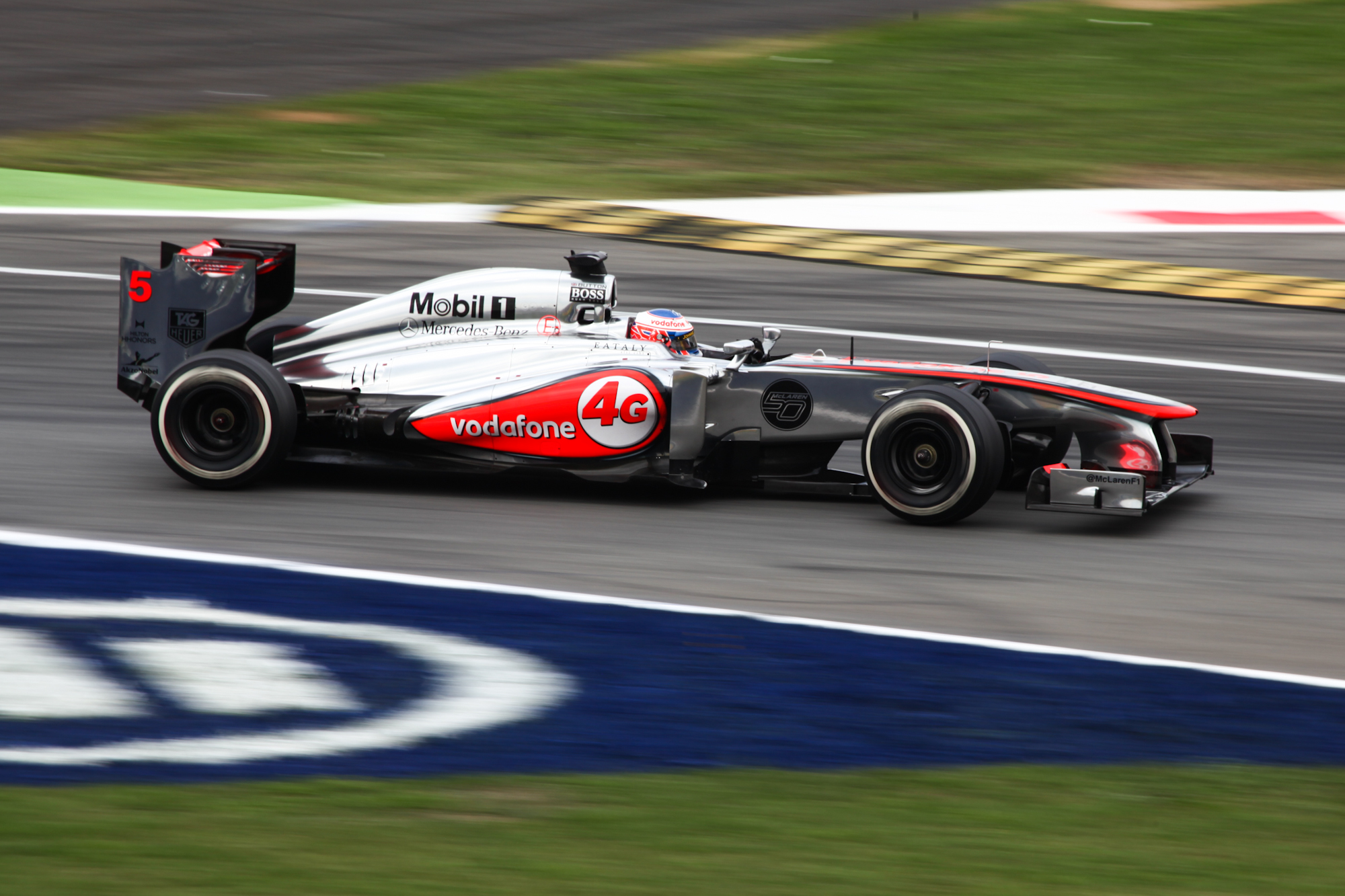
巴頓於2013年義大利大獎賽

這種事是你在卡丁車時期會做的，而通常你會有所成長，但顯然地奇戈（培瑞茲）不符合這個情況。這不用很久便會有嚴重的事情發生，所以他必須冷靜下來。他今天非常快且表現非常出色，但是當你做出這樣的速度時，有些事是不必要的且會有爭議。——巴頓在2013年巴林大獎賽後向ESPN談到他的隊友塞吉歐·培瑞茲
巴頓在2013年的最佳成績是在賽季於巴西收官站的第4名，對於巴頓和麥拉倫車隊這是近來整體最困難且表現不足的一個賽季。

#### 2014年

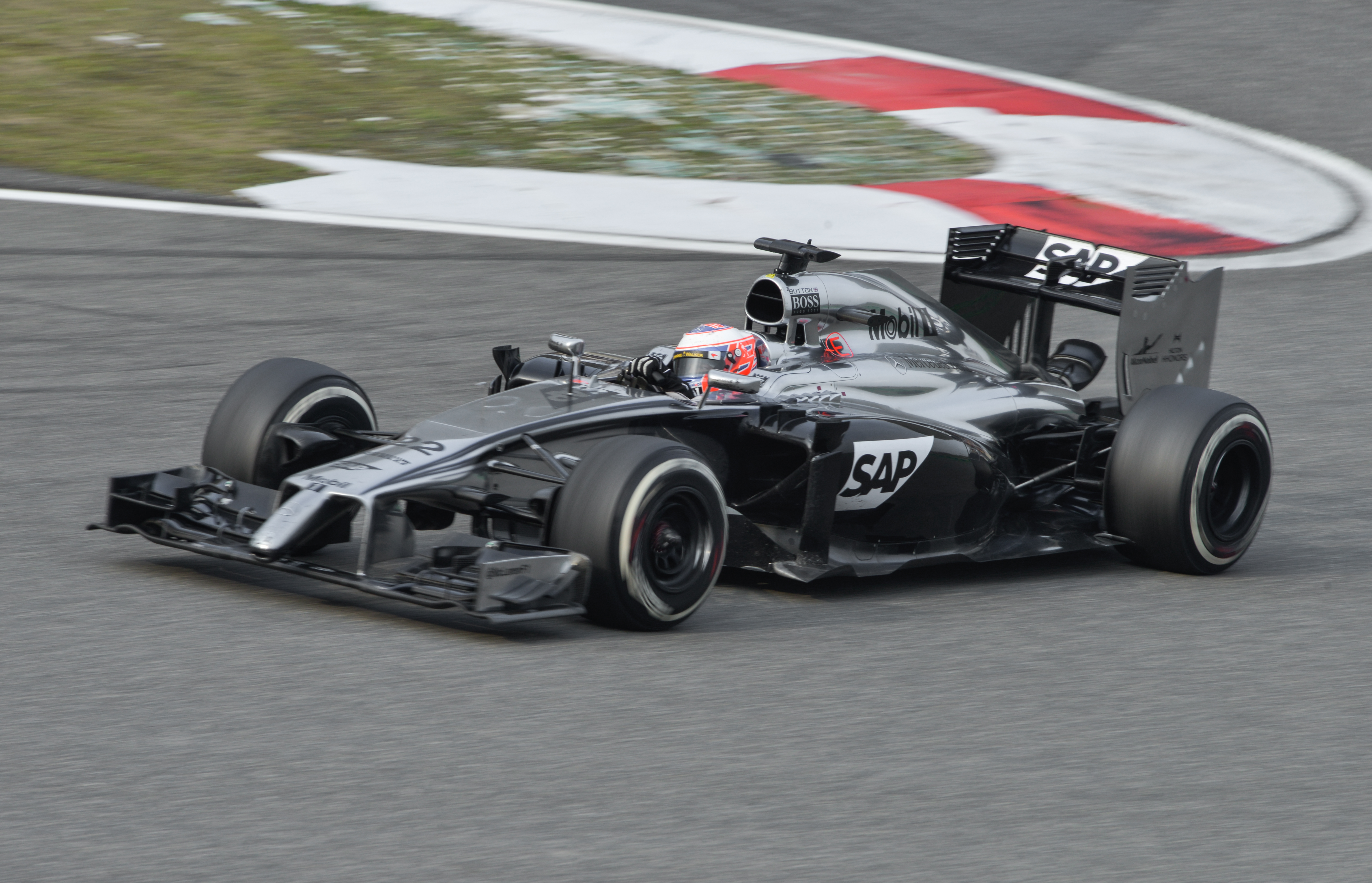
巴頓於2014年中國大獎賽

與麥拉倫歷經艱困的2013年賽季後，麥拉倫青年車手計畫一員的丹麥車手凱文·馬格努森被證實將取代塞吉歐·培瑞茲，與巴頓搭檔出賽2014年賽季。
2014年賽季的賽事規則變化，車手需選擇一個車號，且這將是在他們一級方程式生涯中獨一無二且個人的車號。巴頓選擇22號，這是當時他在2009年奪冠那季為布朗車隊出賽的號碼。 巴頓在賽季的開幕站澳大利亞大獎賽取得第4名。不過第2名完賽的丹尼爾·里卡多隨後因為他的車被發現超過最高100公斤/小時的燃油流速限制而被取消資格，巴頓順勢上升至第3名。
巴頓在2014年賽季以126分名列第8名；他的隊友馬格努森則以55分位居第11名。
隨著阿隆索於2015年賽季轉至將使用本田引擎的麥拉倫，車隊至2014年11月為止仍未宣布他們將保留巴頓或馬格努森作為阿隆索的隊友，使得這兩位2014年賽季的車手無從得知他們是否能在2015年繼續出賽。巴頓談到他的父親一直對他不明確的未來感到不滿。在賽季的收官站，第二度贏得世界冠軍且曾是巴頓的隊友的漢米爾頓表示「麥拉倫將明智的」保留巴頓。「成長、發展一支車隊，穩定一支車隊，需要一位有力的車手來領導這支車隊，而他具備了這一切。」2014年12月11日，麥拉倫宣布詹森將在2015年賽季續留該隊。巴頓於麥拉倫續簽一份2年合約。

#### 2015年
2015的前半赛季由于受困于本田引擎的诸多问题，巴顿与队友阿隆索一样几乎每站比赛都不能完赛，直至摩纳哥大奖赛巴顿才以第八名的名次完赛，并为迈凯轮车队取得本赛季的首个积分。新加坡站之后，有多家媒体报道他将在本赛季结束后离开F1。

#### 2016年
2016年的意大利站期间，迈凯伦车队宣布将在2017赛季启用比利时新人车手斯托弗·范多恩并代替巴顿的席位，但是巴顿将不会立即离开车队，他将转而担任迈凯伦和本田的形象大使。

#### 2017年
4月14日，由於费尔南多·阿隆索將代表迈凯伦车队出戰Indy 500賽事，與摩納哥站時間撞期，因此车队決定讓巴顿頂替阿隆索參賽。

## 后一级方程式时期

### 日本超级GT系列赛
2017年开始，巴顿开始参加日本的高级GT系列赛，在2018年赛季中，他搭档山本尚贵代表国光车队拿到了当年赛季的总冠军。2019年赛季结束后，他宣布从超级GT系列赛退役。

### 体育解说
2018年起，天空体育与巴顿签约，后者将参与天空体育对一级方程式赛事的直播报道和赛事分析。此外他也在多场一级方程式大奖赛后作为赛事官方主持人对领奖台车手进行赛后采访。

### 车队顾问
2021年1月，威廉姆斯车队宣布巴顿将加入车队担任高级顾问。

### Extreme E系列赛
2021年1月，巴顿宣布将组建自己的Extreme E车队“JBXE”参加2021年Extreme E锦标赛，他自己也会作为车手参赛。在首战2021年沙漠X-Prix上，巴顿在排位赛和正赛均取得了第6名。

### 利曼24小時耐力赛
巴顿與德國車手洛克菲勒及NASCAR車手吉米·約翰遜駕駛經改裝的NASCAR Next Gen賽車雪佛蘭Camaro ZL1以Garage 56參加2023年勒芒24小時耐力赛，在經歷賽車傳動系統故障後，他們完成了285圈，排名第39位。

## 駕駛風格

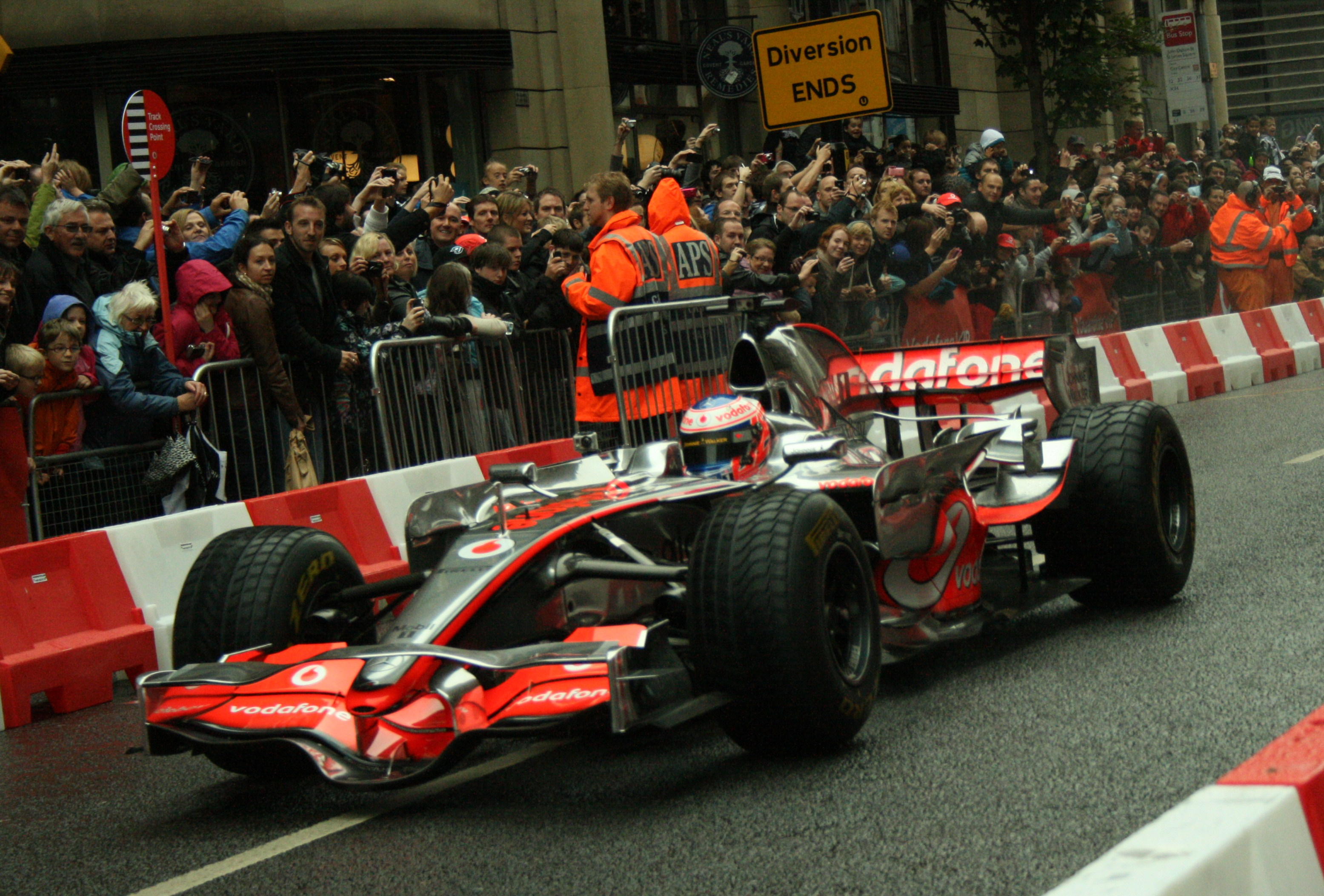
巴頓於2011年8月在曼徹斯特街道間駕駛麥拉倫MP4-23。

巴頓以平穩的駕駛風格著稱；記者馬克·休斯（Mark Hughes）在2009年寫道「巴頓擁有一個極好的感覺，他知道在彎道時需要多少動力，且使他的輸出功率最小——他的方向盤與油門的操控特別地優美且美妙協調。」這使他在棘手的情況當中仍可表現良好，正如他在2006年匈牙利大獎賽的首勝一般。許多人認為利用他平穩的風格，他能夠在比賽條件下將他的輪胎保護的比其他車手更佳。然而，他平穩的風格也意味著，他在較冷的天氣或不嚴苛的賽道必須使勁產生基本的胎溫。
加上他的駕駛風格，巴頓已表露出明智的賽事決策，像是他在2010年澳大利亞大獎賽的進站策略。傑奇·史都華形容他的架式風格與亞倫·保魯斯類似。巴頓在2003年的採訪中談到保魯斯：「他的駕駛如此地平穩。他是我一直以來效仿的對象。」然而，他在2009年反駁了自己，他說「我從未嘗試模仿任何人。我不認為多數人在他們追求他們的職業生涯時會這麼做。」相似之處還有與麥拉倫的合作關係，及與2008年世界冠軍劉易斯·漢米爾頓的爭奪，相對於保魯斯與冼拿在1980年代的競爭，雖然後者顯然有著更強烈錯綜的關係。

## 個人生活
與許多一級方程式賽車車手相同，巴頓定居於摩納哥公國，不過他在2012年重返摩納哥前曾住在根西島18個月。他的嗜好包括騎登山車、參加鐵人三項和趴板，他的汽車收藏包含一台日產GT-R、一台麥拉倫P1、一台麥拉倫675LT和一台梅賽德斯C63 AMG，以及一架（HondaJet噴射機包含一台法拉利恩佐）與他的奪冠駕車布朗BGP 001。他將拍賣他的紅色法拉利恩佐。他曾擁有過一輛藍色本田NSX Type R和一輛黑色布加迪Veyron。
他曾與女演員兼歌手的路易絲·葛莉菲斯（Louise Griffiths）訂婚，不過在2005年5月結束了他們5年的關係。巴頓自2009年開始與模特兒道端潔西卡（Jessica Michibata）交往。巴頓在2014年2月14日向道端求婚。两人于2014年12月在夏威夷完婚，不过在2015年12月两人宣布结束仅1年的婚姻。2016年，他被报道正在与美国模特布莱妮·沃德（Brittny Ward）交往。2018年6月，他与布莱妮订婚，并在2019年7月他们两人的第一个孩子出生，是一名男孩，被取名为Hendrix。
巴頓擁有兩個刺青：在他的右前臂有個黑色大衣鈕扣；及在他的腳踝有個日文漢字「一番」（日文「第一名」之意）；這是在他贏得世界冠軍前就有的，同時也是巴頓的鐵人三項的隊名。自2010年年中，同樣的刻字也出現在巴頓的頭盔上。此外，巴頓也是海倫仙度絲的品牌大使，並曾出席該公司的宣傳活動。
巴頓也透過建立The Jenson Button Trust參與慈善活工作。Trust建立於2010年3月，提供捐款給一些慈善事業。Trust每一年會選擇並提名慈善受惠者給予資助。
2011年9月5日，巴頓在哈羅蓋特的比尤拉街（Beulah Street）開了一家名為Victus的餐廳，不過在營業不到一年便關閉了。巴頓的經理理查德·戈達德（Richard Goddard）表示「不幸的是公司的經濟狀況開始走下坡，且始終沒有停止過，因為人們並沒有可支配收入來花在餐館上。」
2014年1月12日，巴頓的父親約翰於他在蔚藍海岸的家中逝世，享壽70歲。詹森稱「藍精靈爸爸」（Papa Smurf）的約翰被認為是心臟病發往生。約翰一直是詹森的小隨從。
2014年8月6日，巴頓在菲律賓參加三項鐵人比賽。畢頓在所屬的男子30至34歲組別奪得亞軍。總成績計，34歲的他是1,675位參賽者中第11位完成賽事的選手。

## 賽車生涯成績

### 職業生涯摘要
| 賽季      | 賽事                 | 車隊                     | 出賽 | 分站冠軍 | 桿位 | 最快單圈 | 頒獎台 | 積分   | 排名 |
| --------- | -------------------- | ------------------------ | ---- | -------- | ---- | -------- | ------ | ------ | ---- |
| 1998年    | 英國福特方程式錦標賽 | Haywood Racing           | 15   | 7        | 9    | 7        | 12     | 133    | 冠軍 |
| 1998年    | 福特方程式節         | Haywood Racing           | 1    | 1        | 0    | 0        | 1      | 不適用 | 冠軍 |
| 1999年    | 英國三級方程式錦標賽 | Promatecme UK            | 16   | 3        | 3    | 4        | 7      | 168    | 季軍 |
| 1999年    | 澳門格蘭披治大賽車   | Promatecme UK            | 1    | 0        | 0    | 0        | 1      | 不適用 | 亞軍 |
| 1999年    | 三級方程式大師賽     | Promatecme UK            | 1    | 0        | 0    | 0        | 0      | 不適用 | 第5  |
| 1999年    | 韓國超級大賽         | Promatecme UK            | 1    | 0        | 0    | 0        | 1      | 不適用 | 亞軍 |
| 1999年    | 斯帕24小時耐力賽     | BMW FINA Team Rafanelli  | 1    | 0        | 0    | 0        | 0      | 0      | NC   |
| 2000年    | 一級方程式賽車       | 寶馬威廉斯F1車隊         | 17   | 0        | 0    | 0        | 0      | 12     | 第8  |
| 2001年    | 一級方程式賽車       | 七星班尼頓雷諾車隊       | 17   | 0        | 0    | 0        | 0      | 2      | 第17 |
| 2002年    | 一級方程式賽車       | 七星雷諾F1車隊           | 17   | 0        | 0    | 0        | 0      | 14     | 第7  |
| 2003年    | 一級方程式賽車       | 長好彩英美本田車隊       | 15   | 0        | 0    | 0        | 0      | 17     | 第9  |
| 2004年    | 一級方程式賽車       | 長好彩英美本田車隊       | 18   | 0        | 1    | 0        | 10     | 85     | 季軍 |
| 2005年    | 一級方程式賽車       | 長好彩英美本田車隊       | 16   | 0        | 1    | 0        | 2      | 37     | 第9  |
| 2006年    | 一級方程式賽車       | 長好彩本田F1車隊         | 18   | 1        | 1    | 0        | 3      | 56     | 第6  |
| 2007年    | 一級方程式賽車       | 本田F1車隊               | 17   | 0        | 0    | 0        | 0      | 6      | 第15 |
| 2008年    | 一級方程式賽車       | 本田F1車隊               | 18   | 0        | 0    | 0        | 0      | 3      | 第18 |
| 2009年    | 一級方程式賽車       | 布朗GP F1車隊            | 17   | 6        | 4    | 2        | 9      | 95     | 冠軍 |
| 2010年    | 一級方程式賽車       | 沃達豐麥拉倫梅賽德斯車隊 | 19   | 2        | 0    | 1        | 7      | 214    | 第5  |
| 2011年    | 一級方程式賽車       | 沃達豐麥拉倫梅賽德斯車隊 | 19   | 3        | 0    | 3        | 12     | 270    | 亞軍 |
| 2012年    | 一級方程式賽車       | 沃達豐麥拉倫梅賽德斯車隊 | 20   | 3        | 1    | 2        | 6      | 188    | 第5  |
| 2013年    | 一級方程式賽車       | 沃達豐麥拉倫梅賽德斯車隊 | 19   | 0        | 0    | 0        | 0      | 73     | 第9  |
| 2014年    | 一級方程式賽車       | 麥拉倫梅賽德斯車隊       | 19   | 0        | 0    | 0        | 1      | 126    | 第8  |
| 2015年    | 一級方程式賽車       | 麥拉倫本田車隊           | 19   | 0        | 0    | 0        | 0      | 16     | 第16 |
| 2016年    | 一級方程式賽車       | 麥拉倫本田車隊           | 21   | 0        | 0    | 0        | 0      | 21     | 第15 |
| 2017年    | 一級方程式賽車       | 麥拉倫本田車隊           | 1    | 0        | 0    | 0        | 0      | 0      | 第NC |
| 2017年    | 日本超级GT系列赛     | 无限车队                 | 1    | 0        | 0    | 0        | 0      | 0      | 第NC |
| 2018年    | 日本超级GT系列赛     | 高桥车队                 | 8    | 1        | 1    | 0        | 4      | 78     | 冠軍 |
| 2018年    | 勒芒24小时耐力赛     | SMP车队                  | 1    | 0        | 0    | 0        | 0      | N/C    | DNF  |
| 2018-19年 | 世界耐力锦标赛       | SMP车队                  | 4    | 0        | 0    | 0        | 1      | 27     | 第15 |
| 2019年    | 日本超级GT系列赛     | 高桥车队                 | 8    | 0        | 0    | 0        | 2      | 37     | 第8  |
| 2019年    | 德国房车大师赛       | 高桥车队                 | 2    | 0        | 0    | 0        | 0      | 0      | N/C  |

### 一級方程式賽車成績
（图例）粗體為桿位出賽，斜體為最快圈速
| 赛季 | 車隊                      | 底盤          | 引擎                           | 1      | 2        | 3        | 4        | 5      | 6      | 7      | 8      | 9      | 10     | 11     | 12     | 13     | 14     | 15     | 16     | 17       | 18       | 19     | 20      | 21     | 名次 | 积分 |
| ---- | ------------------------- | ------------- | ------------------------------ | ------ | -------- | -------- | -------- | ------ | ------ | ------ | ------ | ------ | ------ | ------ | ------ | ------ | ------ | ------ | ------ | -------- | -------- | ------ | ------- | ------ | ---- | ---- |
| 2000 | 寶馬威廉姆斯车队          | 威廉姆斯 FW22 | 宝马E41 3.0 V10                | 澳 Ret | 巴 6     | 聖 Ret   | 英 5     | 西 17† | 歐 10† | 摩 Ret | 加 11  | 法 8   | 奧 5   | 德 4   | 匈 9   | 比 5   | Ret    | 美 Ret | 日 5   | 馬 Ret   |          |        |         |        | 第8  | 12   |
| 2001 | 七星贝纳通 雷諾車隊       | 贝纳通 B201   | 雷诺RS21 3.0 V10               | 澳 14† | 馬 11    | 巴 10    | 聖 12    | 西 15  | 奧 Ret | 摩 7   | 加 Ret | 歐 13  | 法 16† | 英 15  | 德 5   | 匈 Ret | 比 Ret | Ret    | 美 9   | 日 7     |          |        |         |        | 第17 | 2    |
| 2002 | 七星雷诺F1车队            | 雷诺 R202     | 雷诺RS22 3.0 V10               | 澳 Ret | 馬 4     | 巴 4     | 聖 5     | 西 12† | 奧 7   | 摩 Ret | 加 15† | 歐 5   | 英 12† | 法 6   | 德 Ret | 匈 Ret | 比 Ret | 5      | 美 8   | 日 6     |          |        |         |        | 第7  | 14   |
| 2003 | 長好彩英美 本田车队       | 英美 005      | 本田RA003E 3.0 V10             | 澳 10  | 馬 7     | 巴 Ret   | 聖 8     | 西 9   | 奧 4   | 摩 DNS | 加 Ret | 歐 7   | 法 Ret | 英 8   | 德 8   | 匈 10  | Ret    | 美 Ret | 日 4   |          |          |        |         |        | 第9  | 17   |
| 2004 | 長好彩英美 本田车队       | 英美 006      | 本田RA004E 3.0 V10             | 澳 6   | 馬 3     | 巴林 3   | 聖 2     | 西 8   | 摩 2   | 歐 3   | 加 3   | 美 Ret | 法 5   | 英 4   | 德 2   | 匈 5   | 比 Ret | 3      | 中 2   | 日 3     | 巴西 Ret |        |         |        | 季軍 | 85   |
| 2005 | 長好彩英美 本田车队       | 英美 007      | 本田RA005E 3.0 V10             | 澳 11† | 馬 Ret   | 巴林 Ret | 聖 DSQ   | 西 EX  | 摩 EX  | 歐 10  | 加 Ret | 美 DNS | 法 4   | 英 5   | 德 3   | 匈 5   | 土 5   | 8      | 比 3   | 巴西 7   | 日 5     | 中 8   |         |        | 第9  | 37   |
| 2006 | 長好彩本田F1車隊          | 本田 RA106    | 本田RA806E 2.4 V8              | 巴林 4 | 馬 3     | 澳 10†   | 聖 7     | 歐 Ret | 西 6   | 摩 11  | 英 Ret | 加 9   | 美 Ret | 法 Ret | 德 4   | 匈 1   | 土 4   | 5      | 中 4   | 日 4     | 巴西 3   |        |         |        | 第6  | 56   |
| 2007 | 本田F1車隊                | 本田 RA107    | 本田RA807E 2.4 V8              | 澳 15  | 馬 12    | 巴林 Ret | 西 12    | 摩 11  | 加 Ret | 美 12  | 法 8   | 英 10  | 欧 Ret | 匈 Ret | 土 13  | 8      | 比 Ret | 日 11† | 中 5   | 巴西 Ret |          |        |         |        | 第15 | 6    |
| 2008 | 本田F1車隊                | 本田 RA108    | 本田RA808E 2.4 V8              | 澳 Ret | 馬 10    | 巴林 Ret | 西 6     | 土 11  | 摩 11  | 加 11  | 法 Ret | 英 Ret | 德 17  | 匈 12  | 欧 13  | 比 15  | 15     | 新 9   | 日 14  | 中 16    | 巴西 13  |        |         |        | 第18 | 3    |
| 2009 | 布朗GP车队                | 布朗 BGP 001  | 梅赛德斯FO 108W 2.4 V8         | 澳 1   | 馬‡ 1    | 中 3     | 巴林 1   | 西 1   | 摩 1   | 土 1   | 英 6   | 德 5   | 匈 7   | 欧 7   | 比 Ret | 2      | 新 5   | 日 8   | 阿 5   | 巴西 3   |          |        |         |        | 冠軍 | 95   |
| 2010 | 沃達豐麥拉倫 梅賽德斯車隊 | 麥拉倫 MP4-25 | 梅赛德斯FO 108X 2.4 V8         | 巴林 7 | 澳 1     | 馬 8     | 中 1     | 西 5   | 摩 Ret | 土 2   | 加 2   | 欧 3   | 英 4   | 德 5   | 匈 8   | 比 Ret | 2      | 新 4   | 日 4   | 韩 12    | 阿 5     | 巴西 3 |         |        | 第5  | 214  |
| 2011 | 沃達豐麥拉倫 梅賽德斯車隊 | 麥拉倫 MP4-26 | 梅赛德斯FO 108Y 2.4 V8         | 澳 6   | 馬 2     | 中 4     | 土 6     | 西 3   | 摩 3   | 加 1   | 欧 6   | 英 Ret | 德 Ret | 匈 1   | 比 3   | 2      | 新 2   | 日 1   | 韩 4   | 印 2     | 阿 3     | 巴西 3 |         |        | 亚軍 | 270  |
| 2012 | 沃達豐麥拉倫 梅賽德斯車隊 | 麥拉倫 MP4-27 | 梅赛德斯FO 108Z 2.4 V8         | 澳 1   | 馬 14    | 中 2     | 巴林 18  | 西 9   | 摩 Ret | 加 16  | 欧 8   | 英 10  | 德 2   | 匈 6   | 比 1   | Ret    | 新 2   | 日 4   | 韩 Ret | 印 5     | 阿 4     | 美 5   | 巴西 1  |        | 第5  | 188  |
| 2013 | 沃達豐麥拉倫 梅賽德斯車隊 | 麥拉倫 MP4-28 | 梅赛德斯FO 108Z 2.4 V8         | 澳 9   | 马 17†   | 中 5     | 巴林 10  | 西 8   | 摩 6   | 加 12  | 英 13  | 德 6   | 匈 7   | 比 6   | 10     | 新 7   | 韩 8   | 日 9   | 印 14  | 阿 12    | 美 10    | 巴西 4 |         |        | 第9  | 73   |
| 2014 | 麥拉倫梅賽德斯車隊        | 麥拉倫 MP4-29 | 梅賽德斯PU106A Hybrid 1.6 V6 t | 澳 3   | 马 6     | 巴林 17† | 中 11    | 西 11  | 摩 6   | 加 4   | 奥 11  | 英 4   | 德 8   | 匈 10  | 比 6   | 8      | 新 Ret | 日 5   | 俄 4   | 美 12    | 巴西 4   | 阿 5   |         |        | 第8  | 126  |
| 2015 | 迈凯轮本田车队            | 迈凯轮 MP4-30 | 本田RA615H 1.6 V6 t            | 澳 11  | 马 Ret   | 中 14    | 巴林 DNS | 西 16  | 摩 8   | 加 Ret | 奥 Ret | 英 Ret | 匈 9   | 比 14  | 14     | 新 Ret | 日 16  | 俄 9   | 美 6   | 墨 14    | 巴西 14  | 阿 12  |         |        | 第16 | 16   |
| 2016 | 迈凯轮本田车队            | 迈凯轮 MP4-31 | 本田RA616H 1.6 V6 t            | 澳 14  | 巴林 Ret | 中 13    | 俄 10    | 西 9   | 摩 9   | 加 Ret | 歐 11  | 奥 6   | 英 12  | 匈 Ret | 德 8   | 比 Ret | 12     | 新 Ret | 马 9   | 日 18    | 美 9     | 墨 12  | 巴西 16 | 阿 Ret | 第15 | 21   |

‡由於未能完成原定賽程的75%，車手只有一半分數。
†未完赛，但已完成赛事总里程的90%。